# لمنة اعتدالية
لمنة اعتدالية (الاسم العلمي:Lemna aequinoctialis) هي نوع من النباتات يتبع جنس اللمنة من الفصيلة اللوفية.